# Ninja Gaiden Black
Ninja Gaiden Black es un videojuego de rol, RPG y aventura desarrollado por Team Ninja y distribuido por Tecmo en 2005.